# Eremasiomyia erythrogastra
Eremasiomyia erythrogastra är en tvåvingeart som beskrevs av Boris Borisovitsch Rohdendorf 1927. Eremasiomyia erythrogastra ingår i släktet Eremasiomyia och familjen köttflugor.
Artens utbredningsområde är Turkmenistan. Inga underarter finns listade i Catalogue of Life.